# Kanton Gy
Kanton Gy (francouzsky Canton de Gy) je francouzský kanton v departementu Haute-Saône v regionu Franche-Comté. Tvoří ho 20 obcí.

## Obce kantonu
- Autoreille
- Bonnevent-Velloreille
- Bucey-lès-Gy
- La Chapelle-Saint-Quillain
- Choye
- Citey
- Étrelles-et-la-Montbleuse
- Frasne-le-Château
- Gézier-et-Fontenelay
- Gy
- Montboillon
- Oiselay-et-Grachaux
- Vantoux-et-Longevelle
- Vaux-le-Moncelot
- Velleclaire
- Vellefrey-et-Vellefrange
- Vellemoz
- Velloreille-lès-Choye
- Villefrancon
- Villers-Chemin-et-Mont-lès-Étrelles